# Mlini
Mlini so naselje na Hrvaškem, ki upravno spada pod občino Župa dubrovačka; le-ta pa spada pod Dubrovniško-neretvansko županijo.
Naselje in manjša luka ležita na obali Župskega zaliva v vznožju 628 m visoke Malaštice okoli 11 km jugovzhodno od Dubrovnika. Potoki, ki tečejo iz bližnjih izvirov so nekdaj poganjali mline, od tod tudi ime kraja.  Višji del naselja imenovan Trgovište leži ob magistralni cesti D8 (E65) imenovani Jadranska magistrala. V bližini plaže stojita župnijska cerkev sv. Ilara postavlena leta 1449, porušena v potresu 1667 in obnovljena leta 1687 ter kapela sv. Roka. Nedaleč stra od cerkve na poti proti Cavtatu so ostanki starorimskih gradenj.

## Demografija
| Pregled števila prebivalcev po letih | Pregled števila prebivalcev po letih | Pregled števila prebivalcev po letih | Pregled števila prebivalcev po letih | Pregled števila prebivalcev po letih | Pregled števila prebivalcev po letih | Pregled števila prebivalcev po letih | Pregled števila prebivalcev po letih | Pregled števila prebivalcev po letih | Pregled števila prebivalcev po letih | Pregled števila prebivalcev po letih | Pregled števila prebivalcev po letih | Pregled števila prebivalcev po letih | Pregled števila prebivalcev po letih | Pregled števila prebivalcev po letih |
| ------------------------------------ | ------------------------------------ | ------------------------------------ | ------------------------------------ | ------------------------------------ | ------------------------------------ | ------------------------------------ | ------------------------------------ | ------------------------------------ | ------------------------------------ | ------------------------------------ | ------------------------------------ | ------------------------------------ | ------------------------------------ | ------------------------------------ |
| 1857                                 | 1869                                 | 1880                                 | 1890                                 | 1900                                 | 1910                                 | 1921                                 | 1931                                 | 1948                                 | 1953                                 | 1961                                 | 1971                                 | 1981                                 | 1991                                 | 2001                                 |
| 101                                  | 0                                    | 116                                  | 120                                  | 117                                  | 114                                  | 0                                    | 0                                    | 117                                  | 155                                  | 142                                  | 356                                  | 0                                    | 0                                    | 834                                  |